# Idaea bimaculata
Idaea bimaculata är en fjärilsart som beskrevs av Turati och Krüger 1936. Idaea bimaculata ingår i släktet Idaea och familjen mätare. Inga underarter finns listade i Catalogue of Life.